# Uganda en los Juegos Paralímpicos de Atlanta 1996
Uganda estuvo representada en los Juegos Paralímpicos de Atlanta 1996 por un deportista masculino. El equipo paralímpico ugandés no obtuvo ninguna medalla en estos Juegos.